# Unapologetic
Unapologetic – siódmy album studyjny barbadoskiej piosenkarki Rihanny, wydany po raz pierwszy 19 listopada 2012 roku przez wytwórnię Def Jam Recordings. Płyta została nagrana w przeciągu sześciu miesięcy w 2012, od czerwca do listopada. Rihanna jako producent wykonawczy zaangażowała w projekt wielu wcześniejszych współpracowników, między innymi zespoły producenckie StarGate i Chase & Status, francuskiego DJ-a Davida Guetta, piosenkarza R&B Ne-Yo oraz The-Dreama, współtwórcę przeboju „Umbrella” (2007). Podczas prac nad albumem, artystka po raz pierwszy w swojej karierze nagrała utwory autorstwa Sii, Emeli Sandé i Olivii Waithe. Pod względem muzycznym Unapologetic łączy w sobie przede wszystkim muzykę pop i R&B. Charakteryzuje się również elementami innych gatunków muzycznych, takimi jak muzyka klubowa, hip-hop, dubstep czy reggae. Brzmienie to jest podobne do wcześniejszych albumów studyjnych Rihanny, Rated R (2009) oraz Talk That Talk (2011). Na liście utworów płyty znajdują się współprace z Eminemem, Future, Davidem Guetta, Mikky Ekko i Chrisem Brownem.
Opinie krytyków muzycznych na temat albumu były podzielone. Część recenzentów oceniała go pozytywnie, określając zawartą na nim muzykę jako świeżą i interesującą. Inni dziennikarze krytykowali teksty piosenek oraz ogólny brak spójności materiału, do którego przyczynił się według nich niepotrzebny pośpiech Rihanny w jego selekcji, związany ze ściśle określoną premierą albumu. Płyta zdobyła w 2014 roku nagrodę Grammy w kategorii Best Urban Contemporary Album. Unapologetic zadebiutował na szczycie amerykańskiego zestawienia Billboard 200, stając się pierwszym albumem Rihanny na pierwszym miejscu tej listy. Osiągnął także pierwsze pozycje innych oficjalnych notowań: brytyjskiego UK Albums Chart, kanadyjskiego Canadian Albums Chart, norweskiego VG-lista i szwajcarskiego Schweizer Hitparade, a jego światową sprzedaż szacuje się na ponad cztery miliony egzemplarzy.
Promocję Unapologetic rozpoczęto we wrześniu 2012, wraz z premierą pierwszego promującego singla, „Diamonds”. Utwór ten znalazł się na szczycie notowań najpopularniejszych singli w ponad dwudziestu krajach, w tym jako dwunasty w karierze Rihanny na pierwszym miejscu listy Billboard Hot 100. W listopadzie 2012, wciąż przed wydaniem albumu, piosenkarka promowała nowy materiał siedmiodniową trasą koncertową, 777 Tour, która składała się z siedmiu koncertów w siedmiu różnych miastach Ameryki Północnej i Europy. Drugim singlem i kolejnym międzynarodowym przebojem została ballada „Stay”, duet nagrany z Mikky Ekko. W latach 2013–2014 wytwórnia Def Jam wydała pięć następnych utworów promujących płytę, jednakże żaden z nich nie cieszył się tak dużą popularnością jak dwa pierwsze single. Również w celu popularyzacji Unapologetic, w marcu 2013 roku Rihanna rozpoczęła w Buffalo swoją czwartą światową trasę koncertową, Diamonds World Tour, która trwała przez dziewięć kolejnych miesięcy.

## Tło

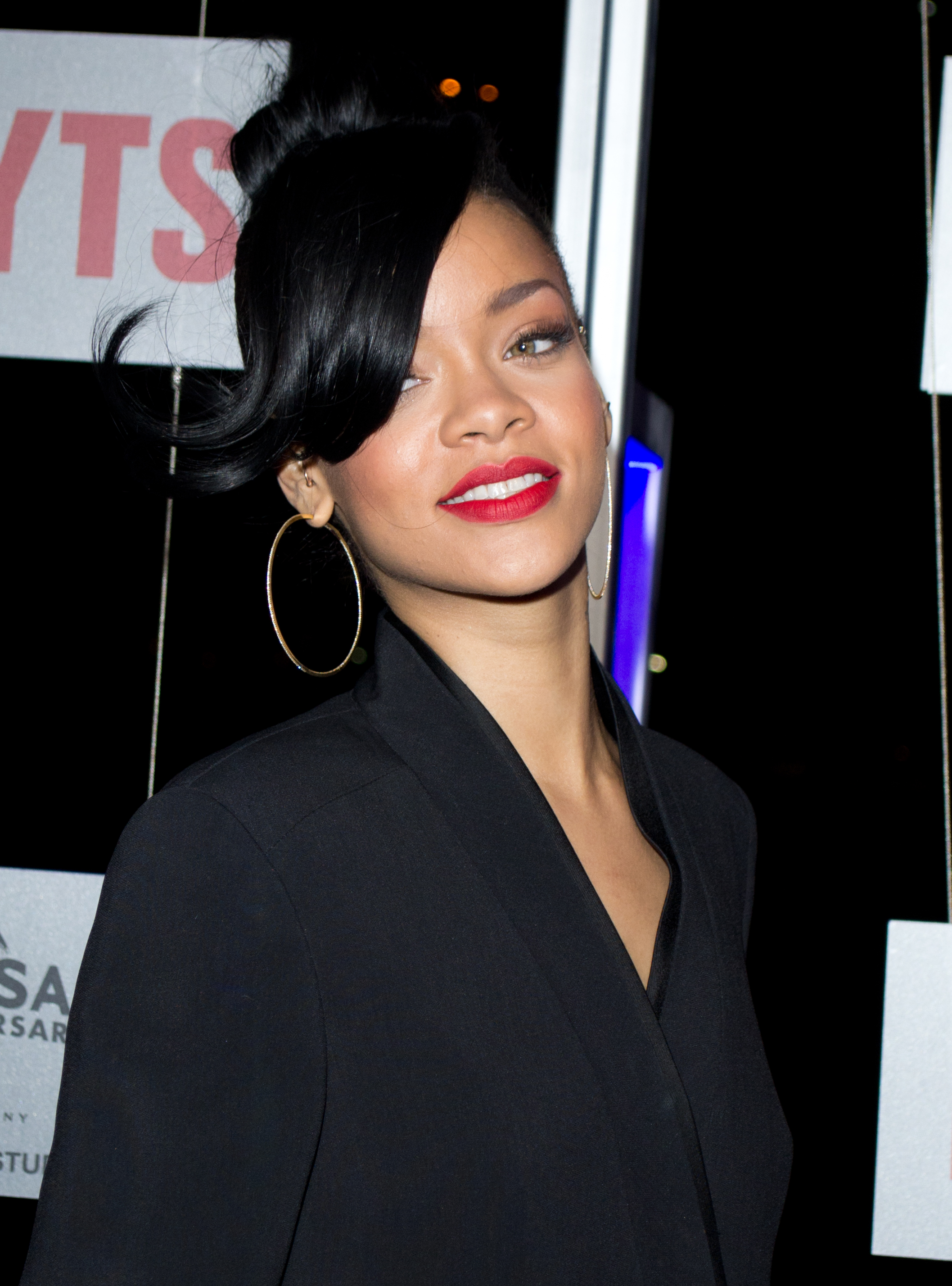
Rihanna podczas australijskiej premiery filmu Battleship: Bitwa o Ziemię

W listopadzie 2011 roku Rihanna opublikowała swój szósty studyjny album, zatytułowany Talk That Talk, łączący w sobie wiele gatunków muzycznych, przede wszystkim pop, dance-pop i R&B, a także elementy dancehallu, hip-hopu, czy muzyki house. Płyta została na ogół pozytywnie oceniona przez krytyków, ponadto okazała się być kolejnym sukcesem komercyjnym w karierze piosenkarki. Zadebiutowała w pierwszej dziesiątce tygodniowych list najpopularniejszych albumów w ponad dwudziestu krajach, między innymi na pozycji pierwszej w Wielkiej Brytanii oraz trzeciej w Stanach Zjednoczonych. Światową sprzedaż Talk That Talk szacuje się na ponad cztery miliony egzemplarzy. Album promowano sześcioma singlami, w tym dwoma ogólnoświatowymi hitami, „We Found Love” i „Where Have You Been”.
Początek roku 2012 był dla Rihanny równie głośny, głównie za sprawą premiery filmu Battleship: Bitwa o Ziemię, w którym zadebiutowała jako aktorka. Poruszenie wśród mediów i fanów piosenkarki wywołało opublikowanie 6 marca 2012 remiksu utworu „Birthday Cake”, współpracy z jej byłym partnerem, Chrisem Brownem. W tym samym miesiącu, Rihanna ujawniła, że pracuje nad „nowym brzmieniem”. Pierwsze informacje na temat rozpoczęcia nagrywania nowego materiału przez artystkę pojawiły się dwa miesiące później. 12 września 2012 francuski oddział wytwórni Def Jam ogłosił za pomocą Twittera, że za tydzień Rihanna opublikuje nowy singel, a promowany przez niego album ukaże się w listopadzie 2012 roku. Wkrótce komunikat został usunięty i zastąpiony innym: „Więcej informacji zostanie udostępnionych jutro, w czwartek, 13 września”.

## Nagrywanie i produkcja
20 czerwca 2012 roku, Rihanna zaczęła nagrywać swój siódmy album studyjny, współpracując z Nickiem Romero i Burns. Razem zarezerwowali trzy dni w studio Londynie, w ten sam weekend Rihanna wystąpiła podczas Radio 1's Big Weekend. Ujawniono także, że Rihanna współpracuje z Erikiem Bellingerem, Seanem Garettem i ze Swedish House Mafia. 6 lipca 2012 roku, jeden z producentów Def Jam, No I.D. ujawnił, że zaczyna pracować z barbadoską piosenkarką, komentując: „zaczynamy w przyszłym tygodniu, przez około tydzień”. 10 lipca 2012 roku brytyjski wokalista i producent Labrinth ujawnił w wywiadzie dla Capitol FM, że zaczyna pracę z Rihanną, mówiąc: „myślę, że będę pracował z nią, mam nadzieję, że to się uda, bo rozmawiałem już z jej menedżerami i powiedzieli, że Rihanna obecnie pracuje nad czymś i bywa w różnych studiach nagraniowych w Londynie. W moim studio nie była jeszcze, ale byłbym podekscytowany gdyby trafiła, mam na jej album kilka gorących utworów”. 17 lipca 2012 roku zakomunikowano, że piosenkarka rozpoczęła pracę z Ne-Yo i jednym z członków zespołu N-Dubz, Fazerem. W wywiadzie dla Capitol FM Ne-Yo wyjawił, że: „niedawno zrobiliśmy kilka piosenek, wiesz ona jest najbardziej pracowitą kobietą w show-biznesie teraz. Ona wprowadza teraz poprawki do albumu, a ja jej w tym pomagam razem ze StarGate, Davidem Guettą i innymi producentami”.

## Promocja
Album był promowany przez specjalną 7-dniową trasę nazwaną 777 Tour. Rihanna wystąpiła od 14 do 20 listopada w 7 różnych krajach. W trasę zabrała grubo ponad 200 dziennikarzy z całego świata i kilku wybranych fanów.
Unapologetic był promowany także przez światową trasę Diamonds World Tour która ruszyła w marcu 2013 roku w Ameryce Północnej.

## Odbiór
Krążek zadebiutował na miejscu pierwszym brytyjskiej listy najchętniej kupowanych albumów – UK Albums Charts. Tym samym był czwartym albumem Rihanny nr.1 na szczycie tej listy. Zadebiutował także na pierwszym miejscu w Szwecji i Stanach Zjednoczonych. Tym samym Unapologetic został pierwszym albumem Rihanny, który dotarł do szczytu US Billboard 200. Został też najszybciej sprzedający się albumem Rihanny w pierwszym tygodniu (238 000 sztuk w USA). Płyta dotarła do Top 5 najchętniej kupowanych albumów także m.in. w: Szkocji, Nowej Zelandii, Niemczech, oraz Irlandii. W pierwszym miesiącu po wydaniu płyty osiągnęła ponad 1,2 miliona sprzedanych egzemplarzy na całym świecie.

## Single
- Diamonds – pierwszy singiel z albumu wydany 27 września 2012. Utwór wyprodukowali StarGate i Benny Blanco. Piosenkę napisała Sia oraz StarGate i Benny Blanco. Teledysk do singla ukazał się 8 listopada 2012. Singiel dotarł do 1 miejsca w 13 krajach m.in. w Kanadzie, Wielkiej Brytanii, Kanadzie, Francji czy USA. Docierając na szczyt listy Billboard Hot 100 Rihanna wyrównała rekord Madonny, która także ma 12 numerów jeden w USA[25].

- Stay – drugi singiel z albumu wydany 7 stycznia 2013. W utworze piosenkarce towarzyszy Mikky Ekko. Rihanna zaśpiewała po raz pierwszy piosenkę w programie Saturday Night Live. Premiera teledysku do drugiego singla Rihanny z siódmego albumu studyjnego miała miejsce 11 lutego 2013 roku o godzinie 19 czasu wschodniego.

- Pour It Up – trzeci singiel z albumu wydany 8 stycznia 2013. Jest to singiel radiowy wydany tylko w Stanach Zjednoczonych. Po wielkim zainteresowaniu fanów i odezwie do wokalistki, Rihanna postanowiła nagrać teledysk do singla. Premiera długo oczekiwanego teledysku odbyła się 2 października 2013 roku.

- Right Now – czwarty singiel z albumu wydany 28 maja 2013. W piosence wokalistce towarzyszy David Guetta. Singiel ten jest głównie piosenką promocyjną użytą do reklam: piwa Budweiser, czwartego perfumu Rihanny „Rogue” oraz kolekcji ubrań projektowanych przez Rihanne dla marki River Island.
- What Now – piąty singiel z albumu wydany 17 września 2013. Teledysk ukazał się 15 listopada 2013.

## Lista utworów
| Nr  | Tytuł utworu                            | Tekst | Produkcja                                              | Długość |
| --- | --------------------------------------- | --- | ------------------------------------------------------ | ------- |
| 1.  | „Phresh Out the Runway”                 | David Guetta, Giorgio Tuinfort, Terius Nash, Robyn Fenty                                                    | David Guetta, Giorgio Tuinfort, The-Dream              | 3:42    |
| 2.  | „Diamonds”                              | Sia Furler, Benjamin Levin, Mikkel S. Eriksen, Tor Erik Hermansen                                           | StarGate, Benny Blanco                                 | 3:45    |
| 3.  | „Numb” (feat. Eminem)                   | Sam Dew, Warren Felder, Ronald „Flip” Colson, Marshall Mathers, Kanye West, Aldrin Davis, Connie Mitchell   | Oak, Flip, Pop Wansel                                  | 3:25    |
| 4.  | „Pour It Up”                            | Michael Williams, Theron Thomas, Timothy Thomas                                                             | Mike Will Made-It                                      | 2:41    |
| 5.  | „Loveeeeeee Song” (feat. Future)        | Nayvadius Wilburn, Denisea „Blue June” Andrews                                                              | Future                                                 | 4:16    |
| 6.  | „Jump”                                  | Kevin Cossum, Eriksen, Hermansen, Williams, Milton, Kennard, Stephen Garrett, Elgin Lumpkin, Timothy Mosely | StarGate, Mikey Mike, Chase & Status                   | 4:24    |
| 7.  | „Right Now” (feat. David Guetta)        | Guetta, Eriksen, Hermansen, Shaffer Smith, Ester Dean, Tuinfort, Nick Rotteveel, Nash                       | David Guetta, StarGate, Nicky Romero, Giorgio Tuinfort | 3:01    |
| 8.  | „What Now”                              | Olivia Waithe, Parker Ighile, Nathan Cassells                                                               | Parker Ighile                                          | 4:03    |
| 9.  | „Stay” (feat. Mikky Ekko)               | Mikky Ekko, Justin Parker, Elof Loelv                                                                       | Mikky Ekko, Elof Loelv, Justin Parker                  | 4:00    |
| 10. | „Nobody’s Business” (feat. Chris Brown) | Nash, Carlos McKinney, Michael Jackson                                                                      | The-Dream, Carlos McKinney                             | 3:36    |
| 11. | „Love Without Tragedy/Mother Mary”      | Nash, McKinney                                                                                              | The-Dream, Carlos McKinney                             | 6:58    |
| 12. | „Get It Over With”                      | James Fauntleroy, Brian Seals                                                                               | Brian Kennedy                                          | 3:31    |
| 13. | „No Love Allowed”                       | Sean Fenton, Alexander Izquierdo, Ernest Wilson, Steve Wyreman                                              | No ID                                                  | 4:09    |
| 14. | „Lost in Paradise”                      | Dean, Eriksen, Hermansen, T McKenzie                                                                        | StarGate, Labrinth                                     | 3:35    |
|     |                                         | |                                                        | 55:06   |

| Deluxe Edition | Deluxe Edition                              | Deluxe Edition                                                                                              | Deluxe Edition                                         | Deluxe Edition |
| Nr             | Tytuł utworu                                | Tekst | Produkcja                                              | Długość        |
| -------------- | ------------------------------------------- | --- | ------------------------------------------------------ | -------------- |
| 1.             | „Phresh Out the Runway”                     | David Guetta, Giorgio Tuinfort, Terius Nash                                                                 | David Guetta, Giorgio Tuinfort, The-Dream              | 3:42           |
| 2.             | „Diamonds”                                  | Sia Furler, Benjamin Levin, Mikkel S. Eriksen, Tor Erik Hermansen                                           | StarGate, Benny Blanco                                 | 3:45           |
| 3.             | „Numb” (feat. Eminem)                       | Sam Dew, Warren Felder, Ronald „Flip” Colson, Marshall Mathers, Kanye West, Aldrin Davis, Connie Mitchell   | Oak, Flip, Pop Wansel                                  | 3:25           |
| 4.             | „Pour It Up”                                | Robyn Fenty, Michael Williams, Theron Thomas, Timothy Thomas                                                | Mike Will Made-It                                      | 2:41           |
| 5.             | „Loveeeeeee Song” (feat. Future)            | Nayvadius Wilburn, Denisea „Blue June” Andrews                                                              | Future                                                 | 4:16           |
| 6.             | „Jump”                                      | Kevin Cossum, Eriksen, Hermansen, Williams, Milton, Kennard, Stephen Garrett, Elgin Lumpkin, Timothy Mosely | StarGate, Mikey Mike, Chase & Status                   | 4:24           |
| 7.             | „Right Now” (feat. David Guetta)            | Guetta, Eriksen, Hermansen, Shaffer Smith, Ester Dean, Tuinfort, Nick Rotteveel, Nash                       | David Guetta, StarGate, Nicky Romero, Giorgio Tuinfort | 3:01           |
| 8.             | „What Now”                                  | Olivia Waithe, Parker Ighile, Nathan Cassells                                                               | Parker Ighile                                          | 4:03           |
| 9.             | „Stay” (feat. Mikky Ekko)                   | Mikky Ekko, Justin Parker, Elof Loelv                                                                       | Mikky Ekko, Elof Loelv, Justin Parker                  | 4:00           |
| 10.            | „Nobody’s Business” (feat. Chris Brown)     | Nash, Carlos McKinney, Michael Jackson                                                                      | The-Dream, Carlos McKinney                             | 3:36           |
| 11.            | „Love Without Tragedy/Mother Mary”          | Nash, McKinney                                                                                              | The-Dream, Carlos McKinney                             | 6:58           |
| 12.            | „Get It Over With”                          | James Fauntleroy, Brian Seals                                                                               | Brian Kennedy                                          | 3:31           |
| 13.            | „No Love Allowed”                           | Sean Fenton, Alexander Izquierdo, Ernest Wilson, Steve Wyreman                                              | No ID                                                  | 4:09           |
| 14.            | „Lost in Paradise”                          | Dean, Eriksen, Hermansen, T McKenzie                                                                        | StarGate, Labrinth                                     | 3:35           |
| 15.            | „Half of Me”                                | Emeli Sandé, Eriksen, Hermansen, Naughty Boy, Adele                                                         | StarGate, Naughty Boy                                  | 3:12           |
| 16.            | „Diamonds” (Dave Audé 100 Extended)         | Sia Furler, Benjamin Levin, Mikkel S. Eriksen, Tor Erik Hermansen                                           | StarGate, Benny Blanco, Dave Aude                      | 5:03           |
| 17.            | „Diamonds” (Gregor Salto Downtempo Remix)   | Sia Furler, Benjamin Levin, Mikkel S. Eriksen, Tor Erik Hermansen                                           | StarGate, Benny Blanco, Gregor Salto                   | 4:29           |
| 18.            | „First Look: 2012 LOUD Tour Live At the O2” | |                                                        | 23:04          |
|                |                                             | |                                                        | 1:30:54        |

## Notowania i certyfikaty
| Lista (2012) | Najwyższa pozycja                      |    |
| ------------ | -------------------------------------- | -- |
|              | Australia (Top 50 Albums)              | 8  |
|              | Austria (Ö3 Austria Top 40)            | 5  |
|              | Belgia (Ultratop 200 Albums, Flandria) | 2  |
|              | Belgia (Ultratop 200 Albums, Wallonia) | 5  |
|              | Dania (Tracklisten)                    | 7  |
|              | Finlandia (Top 50 Albums)              | 12 |
|              | Francja (SNEP)                         | 3  |
|              | Hiszpania (PROMUSICAE)                 | 9  |
|              | Holandia (Mega Album Top 100)          | 6  |
|              | Irlandia (Albums Chart)                | 2  |
|              | Kanada (Canadian Albums Chart)         | 1  |
|              | Niemcy (Media Control Charts)          | 4  |
|              | Norwegia (VG-lista)                    | 1  |
|              | Nowa Zelandia (RIANZ)                  | 5  |
|              | Polska (OLiS)                          | 4  |
|              | Portugalia (AFP)                       | 7  |
|              | Stany Zjednoczone (Billboard 200)      | 1  |
|              | Szwajcaria (Alben Top 100)             | 1  |
|              | Szwecja (Sverigetopplistan)            | 19 |
|              | Wielka Brytania (UK Albums Chart)      | 1  |
|              | Włochy (FIMI)                          | 7  |

| Kraj          | Certyfikat         |
| ------------- | ------------------ |
| Polska (ZPAV) | 3x platynowa płyta |

## Historia wydania
| Kraj            | Data              | Format           | Wytwórnia          | Edycja                  |
| --------------- | ----------------- | ---------------- | ------------------ | ----------------------- |
| Cały świat      | 19 listopada 2012 | Digital download | The Island Def Jam | Standard/Deluxe edition |
| Australia       | 19 listopada 2012 | CD/CD+DVD        | Universal          | Standard/Deluxe edition |
| Francja         | 19 listopada 2012 | CD/CD+DVD        | Def Jam            | Standard/Deluxe edition |
| Niemcy          | 19 listopada 2012 | CD/CD+DVD        | Def Jam            | Standard/Deluxe edition |
| USA             | 19 listopada 2012 | CD/CD+DVD        | Island/Def Jam     | Standard/Deluxe edition |
| Wielka Brytania | 19 listopada 2012 | CD/CD+DVD        | Mercury            | Standard/Deluxe edition |
| Holandia        | 20 listopada 2012 | CD/CD+DVD        | Def Jam            | Standard/Deluxe edition |
| Polska          | 20 listopada 2012 | CD/CD+DVD        | Universal          | Standard/Deluxe edition |
| Włochy          | 20 listopada 2012 | CD/CD+DVD        | Def Jam            | Standard/Deluxe edition |
| Szwecja         | 21 listopada 2012 | CD/CD+DVD        | Def Jam            | Standard/Deluxe edition |